# Allotrichoma bezzii
Allotrichoma bezzii är en tvåvingeart som beskrevs av Becker 1896. Allotrichoma bezzii ingår i släktet Allotrichoma och familjen vattenflugor. Arten är reproducerande i Sverige. Inga underarter finns listade i Catalogue of Life.